# Carson Kressley
Carson Kressley (Lehigh County, 11 novembre 1969) è un personaggio televisivo ed esperto di moda statunitense, uno dei cinque protagonisti della trasmissione televisiva Queer Eye.
In passato ha lavorato anche nel campo della moda, collaborando come stilista indipendente per Ralph Lauren dal 1994 al 2002. Dopo la fine di Queer Eye è rimasto molto attivo nel campo della moda in televisione, come commentatore o critico. È comparso spesso su The Today Show in onda su E!, ed ha condotto importanti eventi televisivi come Miss Universo 2006.
Nel 2008 ha condotto lo show How to Look Good Naked, edizione statunitense di un format britannico in onda su Lifetime. Inoltre nel 2005 è comparso come attore nel film L'uomo perfetto, ed ha scritto alcuni libri di moda e bellezza come Off The Cuff: The essential style guide for men and the women who love them (2004) o per ragazzi come You're Different and That's Super (2005). È inoltre giudice del reality show Rupaul's Drag Race dalla settima edizione.